# Callopatiria cabrinovici
Callopatiria cabrinovici är en sjöstjärneart som beskrevs av O'Loughlin 2009. Callopatiria cabrinovici ingår i släktet Callopatiria och familjen Asterinidae. Inga underarter finns listade i Catalogue of Life.